# Kuifaalscholver
De kuifaalscholver (Gulosus aristotelis, synoniem: Phalacrocorax aristotelis) is een vogel uit de orde Suliformes. Gulosus is op grond van moleculair genetisch onderzoek afgesplitst van het geslacht Phalacrocorax.

## Kenmerken
De vogel wordt ongeveer 75 centimeter groot, iets kleiner dan de (gewone) aalscholver. Verder lijken de soorten veel op elkaar, maar de kuifaalscholver heeft een dunnere snavel, een groenachtige glans en een voornamelijk bij volwassenen vogels zichtbare kuif. De kleur is groenzwart, met een gele snavelbasis.

## Verspreiding en leefgebied

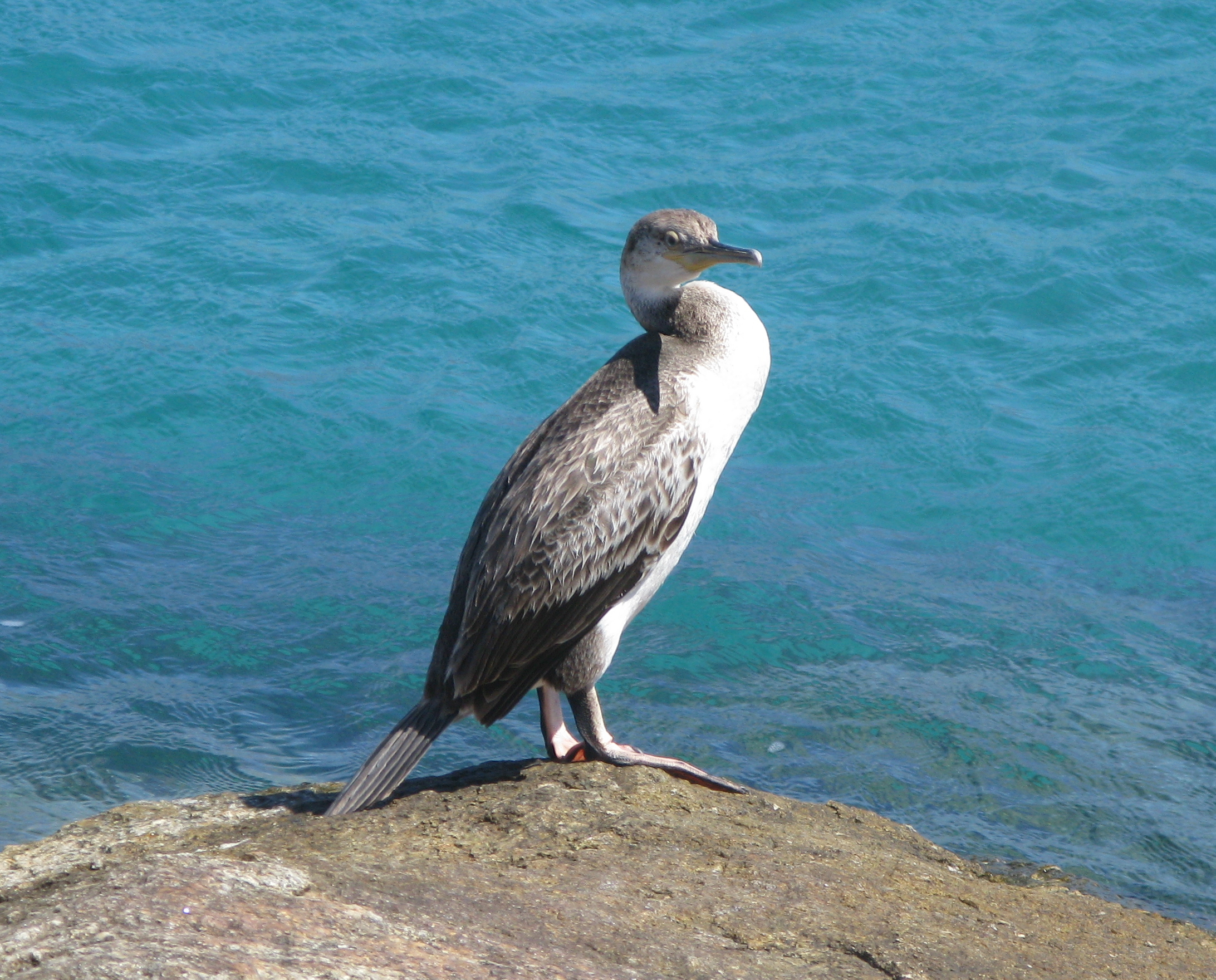
G. a. desmarestii

Deze soort komt voor op de rotskusten van Noorwegen tot Noord-Afrika. In Nederland is de kuifaalscholver zeldzaam. Kuifaalscholvers komen zelden in het binnenland voor. 
De soort telt drie ondersoorten:
- G. a. aristotelis: IJsland en westelijk Europa
- G. a. riggenbachi: westkust van Marokko
- G. a. desmarestii: mediterrane kusten en eilanden

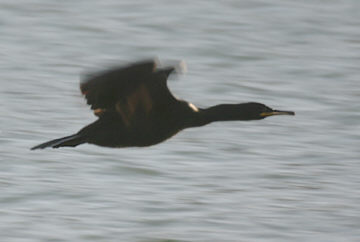
Kuifaalscholver in volle vlucht

## Status
De grootte van de populatie is in 2015 geschat op 230.000-240.000 vogels. Op de Rode lijst van de IUCN heeft deze soort de status niet bedreigd.